# Gopal
Pour les articles homonymes, voir Gopal (homonymie).
Le Gopal est un pays imaginaire dans les bandes dessinées d’Hergé. C'est un État de la péninsule indienne dont le maharajah est l'un des personnages de l'album de Jo, Zette et Jocko intitulé La Vallée des Cobras. Le nom de ce pays est aussi évoqué dans un album des Aventures de Tintin : Les Bijoux de la Castafiore.

## Gouvernement
Le Gopal est une principauté indépendante dont la capitale est Rankot,.
Le gouvernement est assuré par le Maharadjah de Gopal. Il est secondé dans cette tâche par son premier ministre Ramahyouni et par son ministre Badalah.

## Géographie
Le Gopal est situé au nord de l'Inde, au pied de l'Himalaya, entre l'Inde et le Népal.

## Religion
Le polythéisme hindou est la seule religion évoquée au Gopal lors du séjour de la famille Legrand.

## Monnaie
La monnaie en cours au Gopal est la roupie.

## Autres albums de Hergé
Les bijoux de la Castafiore qui sont l'objet de l'album du même nom de Tintin ont été offerts à la cantatrice par le Maharajah de Gopal, en particulier l'émeraude qui lui a été volée. Bianca fut même, selon la presse, fiancée à ce dernier.